# 립시츠알레역
립시츠알레역(U-Bahnhof Lipschitzallee)은 베를린 노이쾰른구 그로피우스슈타트에 있는 U7의 역이다. 역은 립시츠알레 연선상에 있다. 1970년 1월 2일 츠비카우어 담 연장 구간의 일부로 개통했다.
라이너 륌러가 단순함을 위주로 설계했다. 에스컬레이터와 엘리베이터가 설치되어 있다.
베를린 버스 744번과 환승할 수 있다.

## 인접 철도역
| 베를린 지하철 7호선                        | 베를린 지하철 7호선 | 베를린 지하철 7호선  |
| ------------------------------------------ | ------------------- | -------------------- |
| 요하니스탈러 쇼세 라트하우스 슈판다우 방면 | U7                  | 부츠키알레 루도 방면 |